# Asela de Armas Pérez
Acela de Armas Pérez (Santa Clara, Cuba, 6 de diciembre de 1954-Santa Clara, 7 de julio de 2021) fue una maestra Internacional de ajedrez cubana.

## Resultados destacados en competición
Fue nueve veces campeona de Cuba femenina de ajedrez, obteniendo su primer campeonato en 1971. Sin duda, contribuyó de manera importante al desarrollo del ajedrez femenino cubano, tanto como jugadora como en el rol de entrenadora.
Participó representando a Cuba en las Olimpíadas de ajedrez en cuatro ocasiones, en 1984, 1986, 1988 y 1990.